# Milo Đukanović

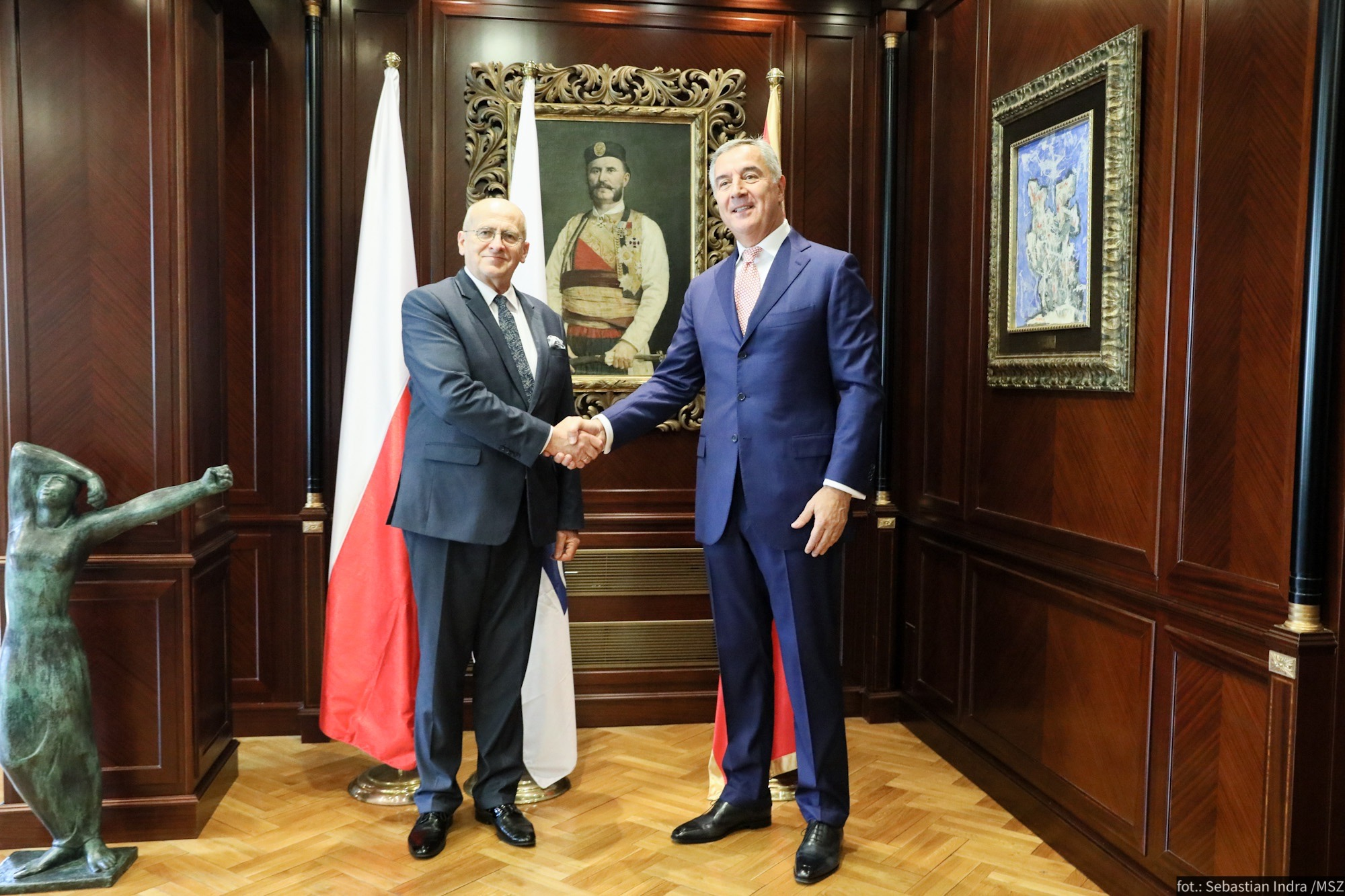
Zbigniew Rau i Milo Đukanović (2022)

Milo Đukanović, cyr. Мило Ђукановић (wym. [mǐ:lɔ̝ d͡ʑǔkanɔ̝v̞it͡ɕ]ⓘ; ur. 15 lutego 1962 w Nikšiciu) – czarnogórski polityk i ekonomista, czterokrotnie premier Czarnogóry (1991–1998, 2003–2006, 2008–2010, 2012–2016), stojący łącznie na czele sześciu gabinetów, w latach 1998–2002 i 2018–2023 prezydent Czarnogóry, od 1998 do 2023 przewodniczący Demokratycznej Partii Socjalistów Czarnogóry (DPS).

## Życiorys
W wieku 15 lat wstąpił do komunistycznej młodzieżówki, a po osiągnięciu pełnoletniości został członkiem Związku Komunistów Czarnogóry (SKCG), wchodzącego w skład Związku Komunistów Jugosławii. W młodości uprawiał koszykówkę (w 2011 powołany na prezesa czarnogórskiej federacji w tej dziedzinie). W 1984 ukończył studia ekonomiczne na Uniwersytecie Czarnogóry. Nie pracował w wyuczonym zawodzie, był zatrudniony w jako etatowy działacz partyjny, stając się bliskim współpracownikiem Momira Bulatovicia. W drugiej połowie lat 80. wchodził w skład prezydiów młodzieżówek (jugosłowiańskiej i czarnogórskiej), awansował też do komitetu centralnego Związku Komunistów Jugosławii.
W pierwszych pluralistycznych wyborach w 1990 komuniści odnieśli w Czarnogórze zdecydowane zwycięstwo, zyskując ponad 80 miejsc w 125-osobowym parlamencie. W lutym 1991 Milo Đukanović został pierwszym premierem Czarnogóry. Dołączył do powołanej przez Momira Bulatovicia (którego wybrano na prezydenta Czarnogóry) postkomunistycznej Demokratycznej Partii Socjalistów Czarnogóry, powstałej z przekształcenia SKCG. Od 1992 do 1993 był jednocześnie ministrem obrony. W 1994 objął funkcję wiceprzewodniczącego swojego ugrupowania. Już w pierwszej połowie lat 90. pojawiły się spory między nim a prezydentem, głównie dotyczące zakresu współpracy i poparcia dla serbskiego przywódcy Slobodana Miloševicia, którego bliskim stronnikiem był Momir Bulatović. Milo Đukanović w prowadzonej polityce starał się normalizować stosunki z państwami zachodnimi celem uzyskania pomocy gospodarczej. Z drugiej strony opowiadał się za pozostaniem Czarnogóry w ramach Federalnej Republiki Jugosławii, jednocześnie otwarcie żądając równego statusu tego kraju i Serbii.
W 1997 doszło do rozłamu w DPS, w rezultacie w wyborach prezydenckich w tym samym roku premier wystartował przeciwko dotychczasowemu prezydentowi. W drugiej turze głosowania Milo Đukanović zwyciężył z wynikiem 50,8% głosów. Urząd prezydenta objął w styczniu 1998, w kolejnym miesiącu formalnie zakończył pełnienie funkcji premiera. Również w 1998 ostatecznie przejął przywództwo w swoim ugrupowaniu. Na czele państwa stał do listopada 2002, nie ubiegał się o reelekcję.
W styczniu 2003 powrócił na stanowisko premiera, zajmując je do listopada 2006. W międzyczasie stał się orędownikiem niepodległości Czarnogóry, kierował ruchem politycznym zmierzającym do niezależności państwa. W maju 2006 nurt niepodległościowy zwyciężył w referendum, we wrześniu koalicja kierowana przez lidera socjalistów wygrała wybory parlamentarne. W listopadzie ustąpił jednak z funkcji premiera i p.o. ministra obrony (którym był przez kilka miesięcy w tym samym roku). Objął natomiast mandat deputowanego do Zgromadzenia Czarnogóry, który wykonywał do 2008 (wybierany później na posła w kolejnych wyborach w 2009, 2012 i 2016).
Po raz trzeci urząd premiera sprawował od lutego 2008 do grudnia 2010. Prezydent Filip Vujanović powołał go w miejsce Željka Šturanovicia, który ustąpił z uwagi na stan zdrowia. Działał na rzecz akcesji Czarnogóry do NATO i Unii Europejskiej. Zrezygnował ze stanowiska w miesiącu, w którym państwo to uzyskało oficjalny status kandydata do UE.
Po raz czwarty stanął na czele rządu w grudniu 2012. W 2015 w kraju zaczęło dochodzić do wspieranych przez opozycję protestów, których uczestnicy zarzucali premierowi korupcję i domagali się jego odejścia. W listopadzie 2016 nowym premierem został Duško Marković (również z DPS).
W 2018 wystartował ponownie w wyborach prezydenckich, wygrywając w pierwszej turze z wynikiem 53,9% głosów. Urząd prezydenta objął w maju 2018, powracając do pełnienia tej funkcji po blisko szesnastu latach. W 2020 stanowiąca zaplecze polityczne prezydenta DPS i jej koalicjanci utracili większość w parlamencie na rzecz sojuszu trzech ugrupowań opozycyjnych.
Milo Đukanović został następnie kandydatem w wyborach prezydenckich w 2023; w pierwszej turze zajął pierwsze miejsce z wynikiem 35,4% głosów. W drugiej turze otrzymał 41,1% głosów, przegrywając z byłym ministrem Jakovem Milatoviciem. W tym samym miesiącu ustąpił z funkcji w DPS, pełniącym obowiązki przewodniczącego partii został wówczas Danijel Živković. Urząd prezydenta sprawował do 20 maja 2023.

## Życie prywatne
Żonaty z Lidiją (prawniczką), ma syna Blaža.

## Odznaczenia
- Order Flagi Narodowej (Albania, 2016)[21]
- Order Zasługi I klasy (Paragwaj, 2018)[22]
- Krzyż Wielki Orderu San Marino (San Marino, 2022)[23]